# Zoonóza
Zoonózy jsou infekce přirozeně přenosné mezi zvířaty (zejména obratlovci) a lidmi. Dnes mezi ně lze řadit více než 500 patogenů (virus chřipky), bakterie (anthrax – Bacillus anthracis), plísně (sporotrichóza – Sporotrhix schenckii), parazité (prvoci – giardióza způsobená lamblií střevní (Giardia intestinalis), červi – tenióza způsobená tasemnicí bezbrannou (Taenia saginata) a priony (nová varianta Creutzfeldtovy–Jakobovy choroby). Patogeny se stále vyvíjejí, vznikají nové mutace, které způsobují, že nemoci dříve výhradně zvířecí začnou být přenosné i na člověka anebo nemoci dříve přenosné ze zvířat na lidi začnou být přenosné i z člověka na člověka. Klasifikace zoonóz je tím ztížena a o několika infekcích se vedou spory, zda jsou zoonózami, nebo ne. Zvířecí nemoci se příliš nestudují, přestože jsou podstatným faktorem ovlivňujícím zdraví lidské populace.
Infekce přenosná pouze z člověka na člověka se nazývá antroponóza. Příklady typických antroponóz jsou břišní tyfus, černý kašel, záškrt, kapavka, spalničky, zarděnky, příušnice, pravé neštovice. Infekce přenosná na člověka výhradně z vnějšího neživého prostředí (z půdy, tlejících rostlin, exkrementů, rozkládajících se mrtvol živočichů, vody aj.), ve kterém se ovšem původce nákazy aktivně množí, se nazývá sapronóza. K sapronózám patří mnohé, zejména orgánové mykózy.

## Typy zoonóz
Zoonózy lze rozdělovat několika způsoby:
- rozdělení podle druhu živočichů, která jsou původním rezervoárem infekce. Vzhledem k tomu, že mnoho druhů živočichů přenáší několik infekcí, není rozdělení optimální (např. netopýři, opice,[5] hlodavci);
- rozdělení podle orgánových systémů, které infekce zasáhne, a podle příznaků nákazy (zápal plic je příznakem mnoha infekcí, a to i těch, které nejsou zoonózami);
- rozdělení podle typu přenosu infekce, tedy zda je přenášena vzduchem, přímým kontaktem s patogenem, jídlem atd.;
- rozdělení podle evoluční historie infekce. Zdá se, že je nejvhodnější. (Žádné z předchozích rozdělení není optimální a nedá se použít pro všechny typy infekcí, vždy se najdou infekce, které se vymykají úplně či patří do více skupin zároveň.)[4]

### Staré zoonózy
Epidemické či endemické infekce specifické pro člověka, u kterých delší dobu chybí zvířecí zdroj nákazy (spalničky: virus spalniček z rodu Morbilivirus, nachlazení (nasofaryngitida): Rhinovirus, pravé neštovice: Variola major a Variola minor). Dnes však nemoci přežívají jakožto antropozoonóza čili nemoc přenosná z člověka na člověka.

### Nedávné zoonózy
Nové nebo nově se rozvíjející lidská epidemická či endemická onemocnění, která ještě nedávno měla zvířecí zdroj nákazy (AIDS – HIV, jehož zdrojem je virus opičí imunitní nedostatečnosti SIV).

### Stálé zoonózy
Infekční onemocnění se stálým zvířecím hostitelem, které je příležitostně přeneseno na člověka (vzteklina: virus vztekliny, tularémie (zaječí nemoc): bakterie Francisella tularensis, lymeská borrelióza: bakterie rodu Borrelia, toxoplazmóza).

### Nové a vznikající zoonózy
Infekční onemocnění se zvířecím hostitelem, které se teprve nedávno objevilo i u lidí (hantavirus, virus Ebola, Nipah virus, SARS, MERS, SARS-CoV-2).

### Parazoonózy
Lidské infekční onemocnění, epidemické nebo endemické, u kterého se změnila jeho virulence působením zvířecího patogenu. Například antigenní posun u chřipky typu A vedoucí k zásadní změně virové struktury, kdy dochází k vytvoření nového virového podtypu. Dochází k tomu smísením dvou typů virů a vznik antigenního posunu u chřipkového viru může být urychlen v tělech infikovaných zvířat, která se mohou infikovat více typy chřipkového viru. Například prase může být nakaženo jak typem chřipkového viru, který nakazí člověka, tak i typem ptačím i prasečím. 

## Ohnisko
Ohnisko nákazy je místo, které je zdrojem nákazy a z něhož dochází k přenosu infekce.

### Přírodní ohniskovost
Jeden ze znaků řady zoonotických onemocnění je současný výskyt jejich původců, přenašečů a hostitelů (rezervoárových živočichů) v přírodních podmínkách (ohniscích) nezávisle na existenci člověka. Člověk se nakazí původcem onemocnění od divokých zvířat při pobytu v ohnisku výskytu. Přenos se nejčastěji uskuteční kontaktem s rezervoárovým hostitelem nebo při bodnutí nebo sání krve členovci (např. klíšťaty, blechami, komáry), kalony či netopýry. Rezervoárem nákazy může být i kontaminovaný vodní zdroj. Mezi onemocnění jejichž znakem je přírodní ohniskovost patří třeba mor, tularémie nebo klíšťová encefalitida. Teorii o přírodní ohniskovosti nákaz zformuloval v roce 1939 parazitolog J. N. Pavlovskij.
U virů bylo ukázáno, že z rezervoáru savců a ptáků příliš nezávisí na živočišném druhu.

### Vliv chování
Způsob lidského chování pak určuje míru pravděpodobnosti přenosu. Nakažená bývá často nejen krev, ale i maso, mléko, voda a jiné zdroje ohniska.

## Rezervoár
Rezervoár je prostředí (živé i neživé), ve kterém etiologická agens (původce dané nemoci) přežívá, případně se množí. Při přenosu původce nemoci z rezervoáru na člověka může figurovat i přenašeč (vektor). Příkladem může být žlutá zimnice. Původce žluté zimnice je virus z rodu Flavivirus, rezervoárem tohoto viru jsou opice, v nich virus přežívá a množí se, ale samotné onemocnění u nich nepropukne. Na opicích sají komáři rodu Aedes, kteří mohou infikovat člověka, u kterého již onemocnění (žlutá zimnice) propukne.
Pokud chceme přerušit koloběh nákazy, můžeme to udělat několika způsoby:
- prevence – očkování hostitelů vyskytujících se v přírodním ohnisku
- izolací – izolace infikovaných hostitelů od hostitelů zdravých
- léčbou – léčba hostitelů
- likvidací případných přenašečů (vektorů)
- usmrcením (např. krav během epidemie BSE či ptáků při ptačí chřipce).[7]

## Jedno zdraví
Koncept Jedno zdraví (One Health) je celosvětová strategie, která má za cíl rozšířit interdisciplinární spolupráci ve všech aspektech zdravotní péče pro lidi, zvířata a životní prostředí. O tom vypovídá i heslo tohoto konceptu: „Jeden svět – jedno zdraví – jedno lékařství“. Teorie, na jejímž základě vznikl tento koncept, praví, že zdraví lidské populace je přímo úměrné zdraví zvířat a prostředí, ve kterém lidé žijí. Vzhledem k množství druhů zvířat vystupujících v roli rezervoárů pro různé infekce, ať už jde o infekce již přenosné na lidi, nebo ne, je do určité míry zbytečné bojovat s těmito infekcemi u lidí, když zdroj nákazy zůstává.

## Historie
V pravěku soužití s domácími zvířaty umožnilo adaptaci člověka na zoonózy. Přesto například viry člověk sdílí s domácími zvířaty několikanásobně více než s divokými. Prudkému nárůstu došlo až se zemědělstvím a domestikací.
Zaznamenaných epidemií je značné množství a kvůli možnosti cestovat a propojení celého světa se šíření nemocí značně usnadňuje. V historii se objevilo již několik epidemií způsobených onemocněními, která se dříve řadila mezi zoonózy, ale vyvinula se schopnost přenosu infekce nejen ze zvířete na člověka, ale i přímo z člověka na člověka. Níže jsou uvedeny příklady těch nejsmrtelnějších.
| Nemoc        | období      | název             | místo                       | počet mrtvých       |
| ------------ | ----------- | ----------------- | --------------------------- | ------------------- |
| dýmějový mor | 1338–1351   | Černá smrt        | Evropa, Asie                | 100 000 000         |
| chřipka      | 1918–1920   | Španělská chřipka | celý svět                   | 17 až 100 miliónů   |
| HIV/AIDS     | 1981–dodnes | HIV/AIDS pandemie | celý svět (převážně Afrika) | 36 000 000          |
| malárie      | dodnes      | Malárie           | převážně Afrika             | 600 000 za rok 2013 |